# Jacobus Arnoldus Graaff
Pour les articles homonymes, voir Graaff.
Jacobus Arnoldus Combrinck Graaff (1863-1927), est un homme d'affaires et un homme politique sud-africain, membre du conseil législatif de la colonie du Cap (1903-1910) puis membre du parlement de l'Union de l'Afrique du Sud en tant que Sénateur, membre du parti sud-africain, ministre sans portefeuille de 1913 à 1919 dans le gouvernement de Louis Botha puis ministre des travaux publics, de la poste et des télégraphes de 1920 à 1921 dans le gouvernement de Jan Smuts.

## Biographie
Fils de Pieter Norbertus Graaff, Jacobus Graaff est né le 4 mars 1863 à Wolfhuiskloof, la ferme familiale située près de Villiersdorp dans la colonie du Cap. Jeune frère de David Graaff, Jacobus Graaff quitte Villiersdorp après la mort de son père en 1875 pour travailler avec son frère aîné chez Combrinck & Co, une importante entreprise de boucherie du Cap. En association, les deux frères reprennent la société en 1881. Devenus de brillants hommes d'affaires et des notables du Cap, ils cofondent en 1899 la Imperial Cold Storage and Supply Company, une importante société de production, stockage et de distribution de denrées alimentaires.
Président de la branche de l'Afrikaner Bond au Cap, Jacobus est élu au conseil législatif de la colonie du Cap en 1903 où il représente la région nord-ouest.
À la suite de la formation de l'Union sud-africaine, il devient sénateur.
De 1913 à 1920, il est ministre sans portefeuille dans le gouvernement de Louis Botha. Il est ministre des travaux publics, de la poste et des télégraphes dans le second gouvernement de Jan Smuts.
Membre de l'Ordre de Saint-Michel et Saint-George (KCMG), il meurt le 5 avril 1927 âgé de 63 ans.